# Juillet 1808

## Événements

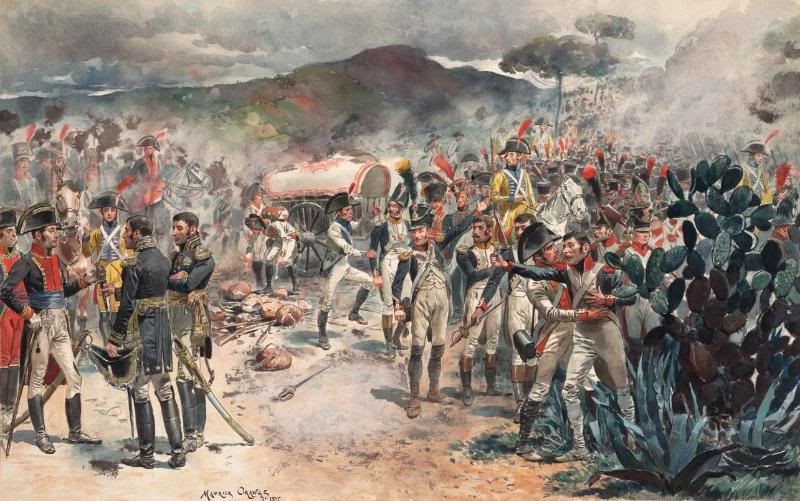
22 juillet : capitulation de Bailen.

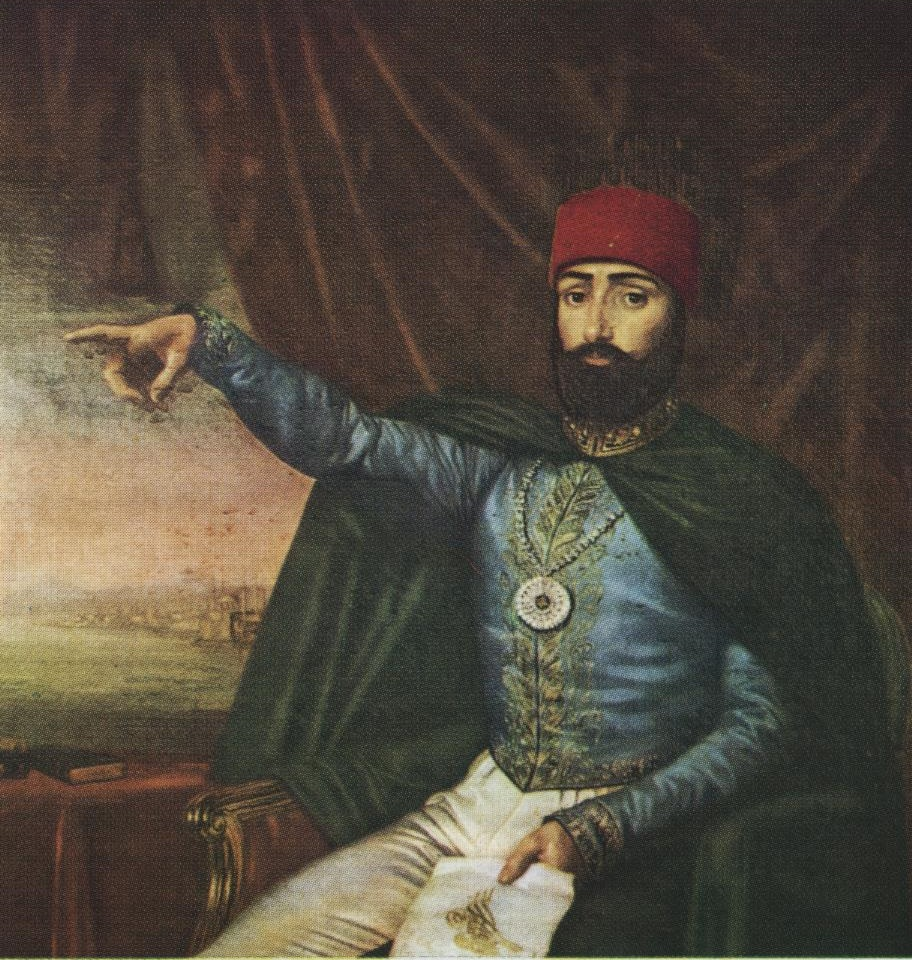
28 juillet : Mahmud II, sultan ottoman.

- 7 juillet : constitution de Bayonne[1].

- 14 juillet : victoire française de Medina del Rio Seco[2].

- 15 juillet : Murat succède par décret à Joseph Bonaparte sur le trône de Naples. Il entre dans la ville le 6 septembre[3].

- 19 juillet : les Français sont défaits à Bailen. Dupont, qui marchait sur Cadix après avoir ravagé Cordoue, est encerclé par Castaños près de Bailen et doit capituler le 22 juillet[4]. Ses soldats prisonniers seront décimés par les conditions de détention (3 000 survivants sur 16 000).

- 20 juillet : Joseph Bonaparte entre à Madrid après sa victoire de Medina del Rio Seco[2]. Il doit abandonner la ville presque aussitôt.

- 22 juillet : capitulation de Baylen.

- 28 juillet :
  - Les armées de Moncey échouent devant Valence[5].
  - Constantinople : le pacha de Routschouck Mustapha Beiraktar, qui assiège le palais de Topkapı, exige du sultan ottoman Mustafa IV qu’il délivre son cousin Sélim III pour le rétablir sur le trône. Mais Mustafa IV fait mettre à mort son prisonnier. Il est déposé et Mustapha Beiraktar place sur le trône son frère Mahmud II (fin de règne en 1839). Mustapha Beiraktar devient son grand vizir[6]. Mahmud II remet à l’ordre du jour le programme de réforme de l’empire.

## Naissances
- 7 juillet : André-Guillaume-Étienne Brossard, peintre français († 2 janvier 1890).
- 8 juillet :
  - George Robert Gray, zoologiste et écrivain britannique († 6 mai 1872).
  - Mindon Min, roi de Birmanie († 1er octobre 1878).
- 12 juillet : Robert Main (mort en 1878), astronome britannique.
- 19 juillet : Alexis Damour (mort en 1902), minéralogiste français.
- 25 juillet : Johann Benedict Listing (mort en 1882), mathématicien allemand.

## Décès
- 14 juillet : John Wilkinson (né en 1728), ingénieur et industriel britannique.
- 16 juillet : Dominique Pergaut, peintre français (° 21 juillet 1729).
- 21 juillet : Claude-François Duprès, général de brigade français dans les armées de la Révolution et de l'Empire (° 3 octobre 1755).